# Go Text Protocol
Go Text Protocol (GTP) — протокол, использующийся некоторыми движками для игры в го на компьютере. Является преемником протокола Go Modem Protocol. Протокол хорошо подходит для общения между движками для игры в го и оболочками как на одном компьютере, так и по сети. GTP первой версии был впервые реализован в GNU Go версии 3.0 и эта реализация считается эталонной. В Gnu Go версии 3.4 реализована вторая версия протокола, которая тоже является эталонной. Стандарт второй версии находится в состоянии наброска, поэтому любые разногласия и неясности решаются с помощью сравнения с реализацией Gnu Go.
Несмотря на то, что протокол разработан специально для го, он также подходит и для других игр, например, реверси.